# Tosny
Tosny is een plaats en voormalige gemeente in het Franse departement Eure (regio Normandië) en telt 608 inwoners (2005). De plaats maakt deel uit van het arrondissement Les Andelys. Tosny is op 1 januari 2017 gefuseerd met de gemeenten Bernières-sur-Seine en Venables tot de gemeente Les Trois Lacs. 

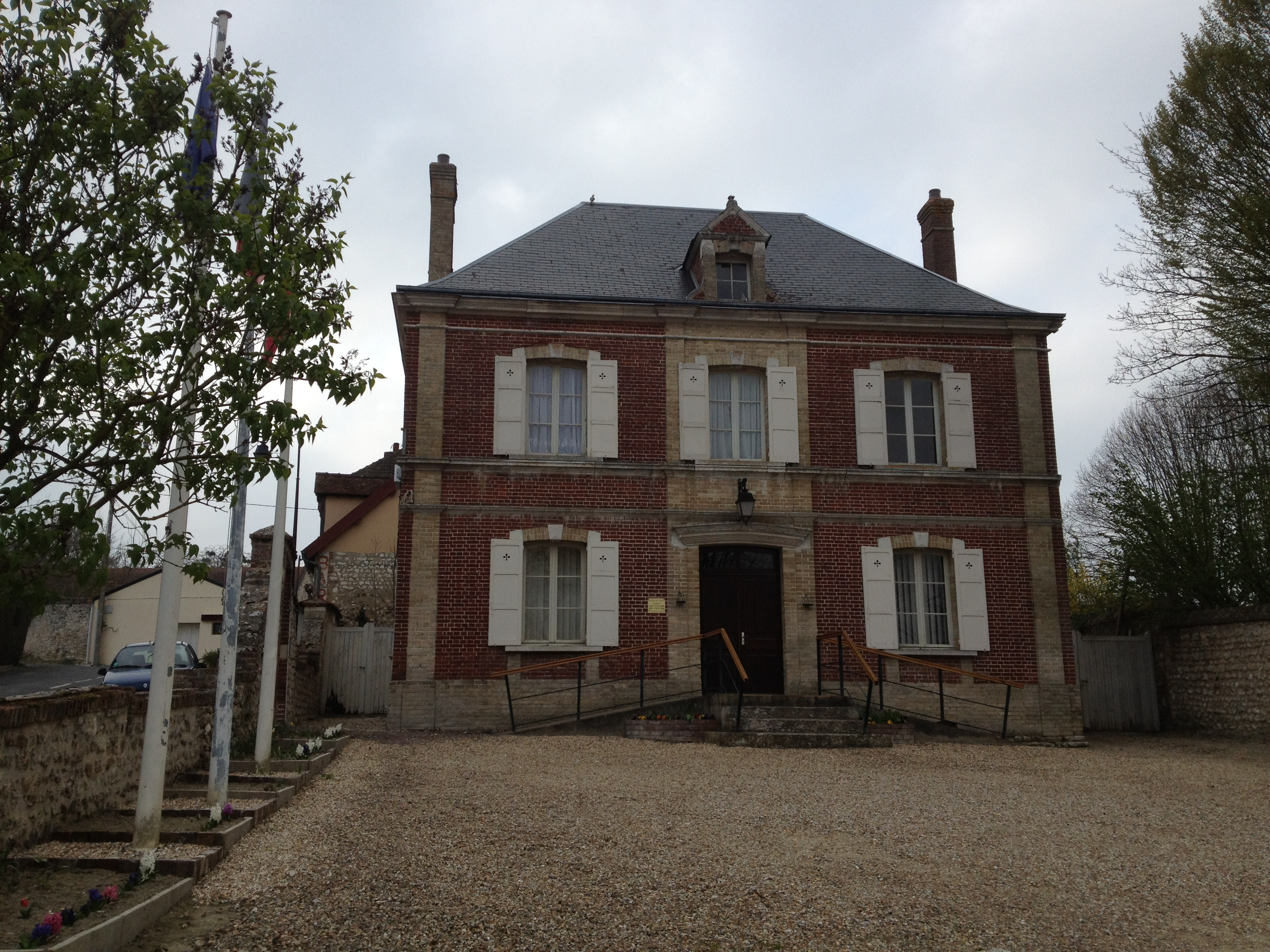
Voormalig gemeentehuis
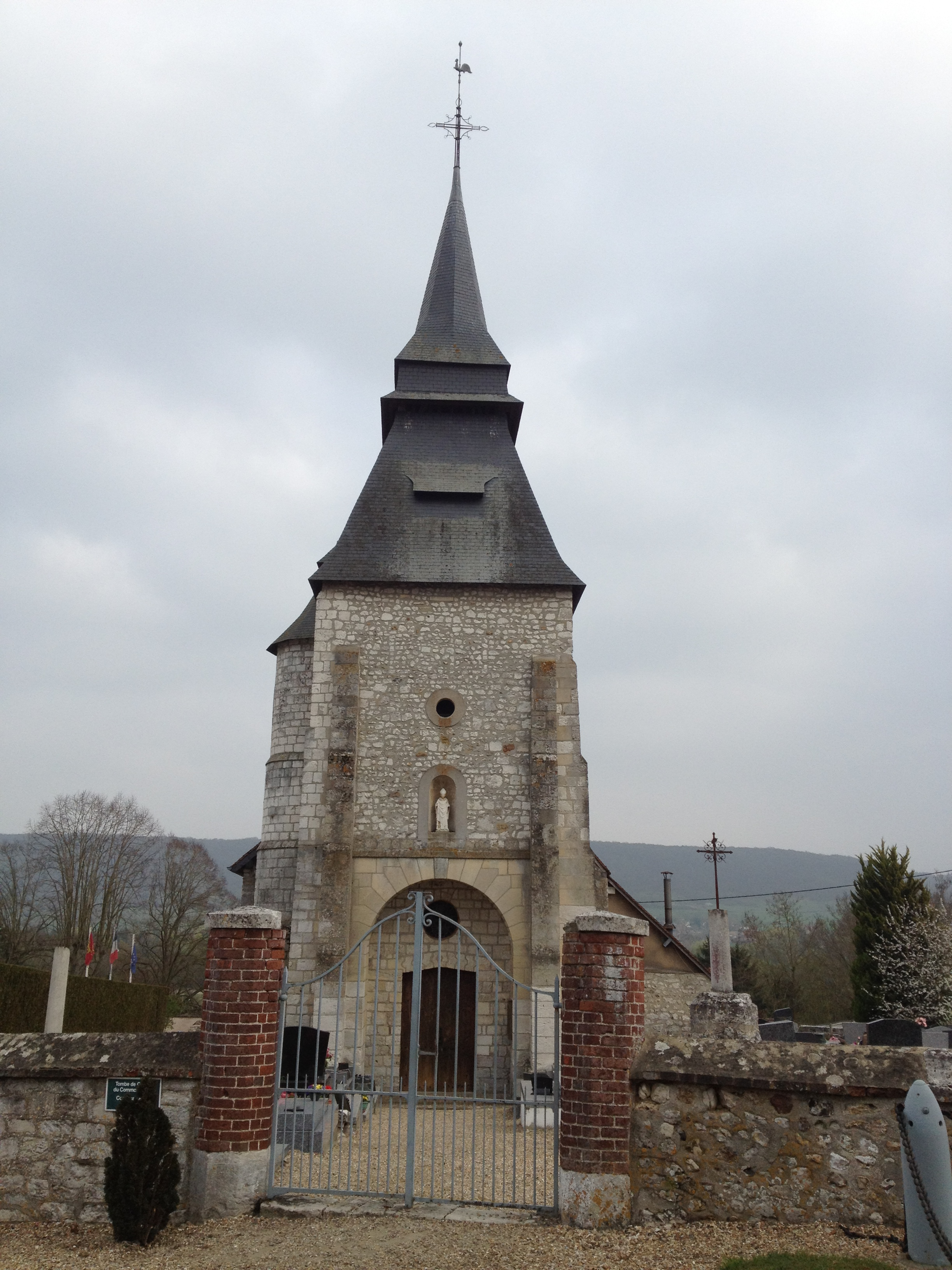
Kerk van St Sulpice

## Geografie
De oppervlakte van Tosny bedraagt 14,9 km², de bevolkingsdichtheid is 40,8 inwoners per km².
De onderstaande kaart toont de ligging van Tosny met de belangrijkste infrastructuur en aangrenzende gemeenten.

## Demografie
Onderstaande figuur toont het verloop van het inwonertal (bron: INSEE-tellingen).